# Rovnostranný trojúhelník
Rovnostranný trojúhelník je trojúhelník, který má všechny tři strany shodné.

## Vlastnosti
Kromě vlastností společných pro každý trojúhelník má rovnostranný trojúhelník navíc tyto vlastnosti:
- Rovnostranný trojúhelník je osově souměrný se 3 osami souměrnosti, které procházejí vždy vrcholem a středem protější strany.
- Všechny vnitřní úhly jsou shodné a jejich velikost je 60°.
- Všechny výšky a těžnice jsou shodné.
- Těžnice a výška příslušné téže straně jsou totožné.
- Střed kružnice vepsané, střed kružnice opsané, průsečík těžnic (těžiště) a průsečík výšek (ortocentrum) splývají.
- Výšku lze vypočítat jako {\displaystyle v=a\cdot \sin {60^{\circ }}={\frac {a\cdot {\sqrt {3}}}{2}}}
- Poloměr kružnice vepsané je roven třetině výšky, tj. {\displaystyle r={\frac {a\cdot {\sqrt {3}}}{6}}}.
- Poloměr kružnice opsané je dvakrát větší, tj. {\displaystyle R={\frac {a\cdot {\sqrt {3}}}{3}}={\frac {a}{\sqrt {3}}}}
- Vzdálenost těžiště od libovolné strany je taktéž {\displaystyle {\frac {a\cdot {\sqrt {3}}}{6}}}, vzdálenost těžiště od jakéhokoli vrcholu je {\displaystyle {\frac {a\cdot {\sqrt {3}}}{3}}}.

## Obvod
Obvod rovnostranného trojúhelníku o se vypočte podle vzorce:
{\displaystyle o=3\cdot a}, kde a je délka strany rovnostranného trojúhelníku.

## Obsah
Vzhledem k tomu, že všechny výšky jsou shodné a jejich velikost je {\displaystyle v=a\cdot \sin {60^{\circ }}={\frac {a\cdot {\sqrt {3}}}{2}}}, potom pro obsah S platí:
{\displaystyle S={\frac {a\cdot v}{2}}={\frac {a}{2}}\cdot {\frac {a\cdot {\sqrt {3}}}{2}}={\frac {a^{2}\cdot {\sqrt {3}}}{4}}={\sqrt {{\frac {3}{16}}\cdot a^{4}}}={\sqrt {0,1875\cdot a^{4}}}}